# Coppa del Mondo juniores di slittino 1990
La Coppa del Mondo juniores di slittino 1989/90 è stata la seconda edizione della manifestazione organizzata dalla Federazione Internazionale Slittino.
L'appuntamento clou della stagione sono stati i campionati mondiali juniores 1990 disputatisi a Winterberg, nell'allora Germania Ovest, competizione non valida ai fini della Coppa del Mondo.

## Classifiche

### Singolo uomini
| Pos. | Nome                | Nazione        |
| ---- | ------------------- | -------------- |
| 1    | Armin Zöggeler      | Italia         |
| 2    | Alexander Horstmann | Germania Ovest |
| 3    | Oswald Haselrieder  | Italia         |

### Singolo donne
| Pos. | Nome                 | Nazione        |
| ---- | -------------------- | -------------- |
| 1    | Monika Greilinger    | Germania Ovest |
| 2    | Barbara Niedernhuber | Germania Ovest |
| 3    | Jean Roos            | Germania Est   |

### Doppio
| Pos. | Nome                               | Nazione        |
| ---- | ---------------------------------- | -------------- |
| 1    | Michael Niedernhuber Marko Wagner  | Germania Ovest |
| 2    | Alexander Horstmann Hans Angerer   | Germania Ovest |
| 3    | Frank-Peter Barnekow Sandro Zettel | Germania Est   |